# Ten East
Ten East is een experimentele-rockband uit Palm Desert en Los Angeles, Californië.
De bandnaam 'Ten East' is vernoemd naar de Interstate 10, die start in Los Angeles en via onder andere de staten Californië, Arizona en Texas leidt naar het oosten van Amerika.
Het debuutalbum, Extraterrestrial Highway werd in oktober 2006 uitgegeven op het label Cobraside. De rode draad van het album was binnen een halve dag klaar. Gary Arce gaf aan dat het hele album tot stand kwam tijdens de jams die de bandleden hadden. Het tweede album The Robot's Guide to Freedom kwam uit in 2008, op het Lexicon Devil-label.
De band maakt deel uit van de Palm Desert Scene.

## Discografie
- 2006 – Extraterrestrial Highway
- 2008 – The Robot's Guide to Freedom
- 2016 – Skyline Pressure

## Bandleden
- Gary Arce – gitaar (Sort of Quartet, Yawning Man, Oddio Gasser, The Perfect Rat)
- Mario Lalli – gitaar (Fatso Jetson, Yawning Man, Sort of Quartet, Oddio Gasser, Across the River, The Perfect Rat)
- Bill Stinson – drums (cd 6, Fastgato, HOR, Greg Ginn)
- Brant Bjork – basgitaar (Kyuss, Fu Manchu, soloartiest)
- Greg Ginn – basgitaar (Black Flag, Gone, soloartiest, The Perfect Rat)
- Scott Reeder – basgitaar (Kyuss, Across the River, soloartiest)
- Bryan Giles – gitaar (Red Fang)
- Erik Harbers – basgitaar (Automatic Sam)
- Pieter Holkenborg – gitaar (Automatic Sam)